# 翟立功
翟立功（1946年9月21日—），男，陕西永寿人，中华人民共和国政治人物，曾任国家统计局副局长，国有重点大型企业监事会主席。